# Staphidiastrum latifolium
Staphidiastrum latifolium là một loài thực vật có hoa trong họ Mua. Loài này được (Desr.) Naudin miêu tả khoa học đầu tiên năm 1851.